# Julius Stockhausen

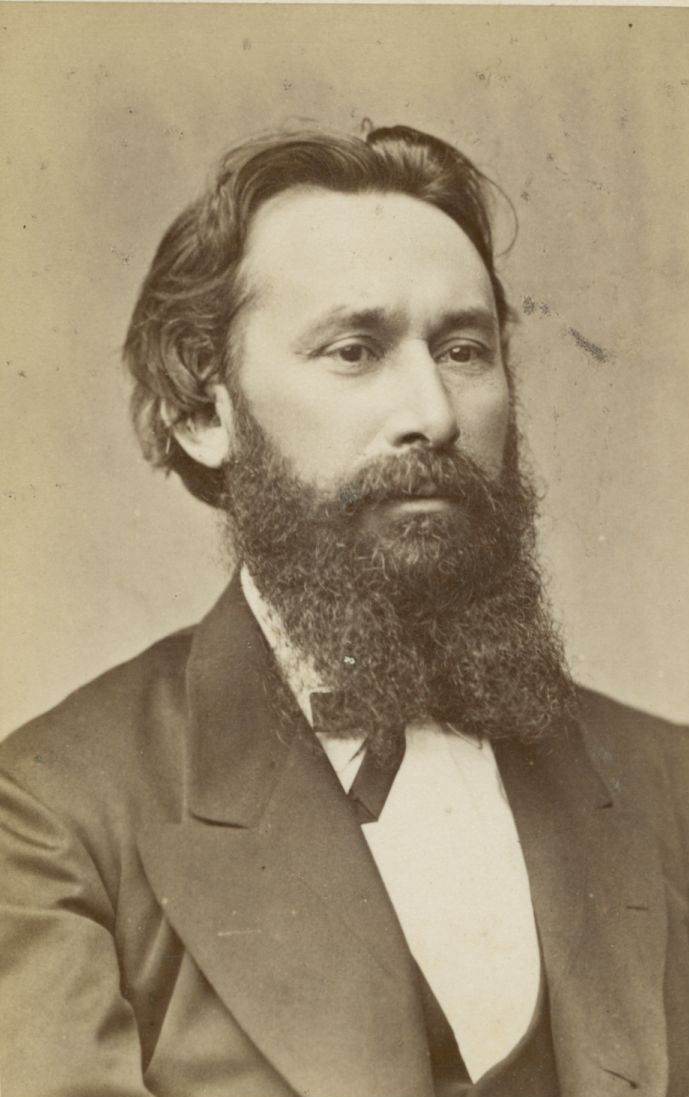

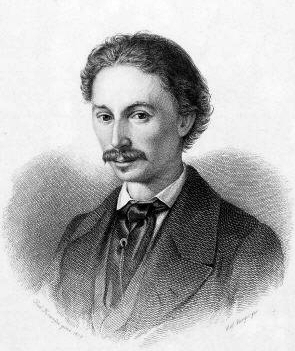
Julius Stockhausen 1859.

Julius Stockhausen, född 22 juli 1826 i Paris, Frankrike, död 22 september 1906 i Frankfurt am Main, Tyskland, var en tysk baryton.
Stockhausen, som var son till den i Paris bosatta tyske harpvirtuosen Franz Anton Adam Stockhausen och den framstående sångerskan Margarethe Stockhausen, studerade vid Pariskonservatoriet och sång för Manuel García den yngre i London samt förvärvade sig 1851-62 på konsertresor ett berömt namn.
Han dirigerade 1862-67 både orkester- och körkonserter i Hamburg, ledde med utmärkelse Sternska sångföreningen i Berlin 1874-78, var någon tid lärare vid Hochska konservatoriet i Frankfurt am Main och öppnade där 1880 egen sångskola, som vann internationellt anseende. I sin sångundervisning sammansmälte han mycket av det bästa i de italienska, tyska och franska skolorna och han var lärare till Karl Scheidemantel, Modest Menzinsky och Johannes Messchaert. Stockhausen författade Gesangunterrichtsmethode i två band (1886-87). Som sångare var han en av samtidens främsta. Han var Brahms favoritsångare samt uruppförde Die Schöne Müllerin av Schubert.